# Sterna
Sterna ist eine Gattung der Vögel aus der Unterfamilie der Seeschwalben (Sterninae). Sie umfasste nach herkömmlicher Systematik einen Großteil der Seeschwalbenarten. Nach einer systematischen Neuordnung und der Ausgliederung zahlreicher Vertreter in die Gattungen Thalasseus, Hydroprogne, Onychoprion, Gelochelidon und Sternula enthält sie nur noch 13 Arten mittelgroßer, recht schlank gebauter Seeschwalben. Davon kommen die Flussseeschwalbe und die Küstenseeschwalbe als Brutvögel in Mitteleuropa, die Rosenseeschwalbe auf den Britischen Inseln vor.

## Merkmale
Die Arten der Gattung unterscheiden sich stark in der Körpergröße. Ihr Körperbau ähnelt den Möwen, ist jedoch deutlich zierlicher, schlanker und länglicher. Die Geschlechter sind nahezu gleich groß. Die Flügel sind lang und spitz zulaufend, sie sind charakteristisch schmal, deutlich schmaler als die Flügel der Möwen. Der Flügelschlag ist auffallend schnell und tief. Segelflug kommt nicht vor, jedoch selten Gleitflug. Der Schwanz hat 12 Steuerfedern und ist oft tief gegabelt, teilweise sind die äußersten Federn zu Spießen verlängert. Der Nacken ist kurz.

## Arten
- Goldschnabel-Seeschwalbe (S. aurantia)
- Rosenseeschwalbe (S. dougallii)
- Taraseeschwalbe (S. striata)
- Schwarznacken-Seeschwalbe (S. sumatrana)
- Falklandseeschwalbe (S. hirundinacea)
- Flussseeschwalbe (S. hirundo)
- Weißwangen-Seeschwalbe (S. repressa)
- Küstenseeschwalbe (S. paradisaea)
- Antipodenseeschwalbe (S. vittata)
- Kerguelenseeschwalbe (S. virgata)
- Forsterseeschwalbe (S. forsteri)
- Weißscheitel-Seeschwalbe (S. trudeaui)
- Australseeschwalbe (S. nereis, Syn.: Sternula nereis)
- Schwarzbauch-Seeschwalbe (Sterna acuticauda)